# Torneo de Río de Janeiro 2025
El Rio Open 2025 fue un evento de tenis del circuito ATP Tour 500. Se disputó en Río de Janeiro, Brasil en el recinto del Jockey Club Brasileiro desde el 17 hasta el 23 de febrero de 2025.

## Distribución de puntos
| Modalidad            | Campeón | Finalista | Semifinales | Cuartos de final | 2.ª ronda | 1.ª ronda | Clasificados | 2.ª ronda de clasificación | 1.ª ronda de clasificación |
| Individual masculino | 500     | 330       | 200         | 100              | 50        | 0         | 25           | 13                         | 0                          |
| Dobles masculino     | 500     | 300       | 180         | 90               | –         | –         | 45           | 25                         | 0                          |

## Cabezas de serie

### Individuales masculino
| Tenista                 | Ranking | Preclasificado |
| Alexander Zverev        | 2       | 1              |
| Lorenzo Musetti         | 16      | 2              |
| Alejandro Tabilo        | 27      | 3              |
| Francisco Cerúndolo     | 28      | 4              |
| Sebastián Báez          | 31      | 5              |
| Nicolás Jarry           | 40      | 6              |
| Pedro Martínez          | 41      | 7              |
| Tomás Martín Etcheverry | 44      | 8              |

- Ranking del 10 de febrero de 2025.[2]

### Dobles masculino
| Tenista                        | Ranking | Preclasificado |
| Máximo González Andrés Molteni | 61      | 1              |
| Ariel Behar Robert Galloway    | 66      | 2              |
| Sadio Doumbia Fabien Reboul    | 66      | 3              |
| Austin Krajicek Rajeev Ram     | 71      | 4              |

## Campeones

### Individual masculino
Sebastián Báez venció a  Alexandre Müller por 6-2, 6-3

### Dobles masculino
Rafael Matos /  Marcelo Melo vencieron a  Pedro Martínez /  Jaume Munar por 6-2, 7-5